# Przedni Handel

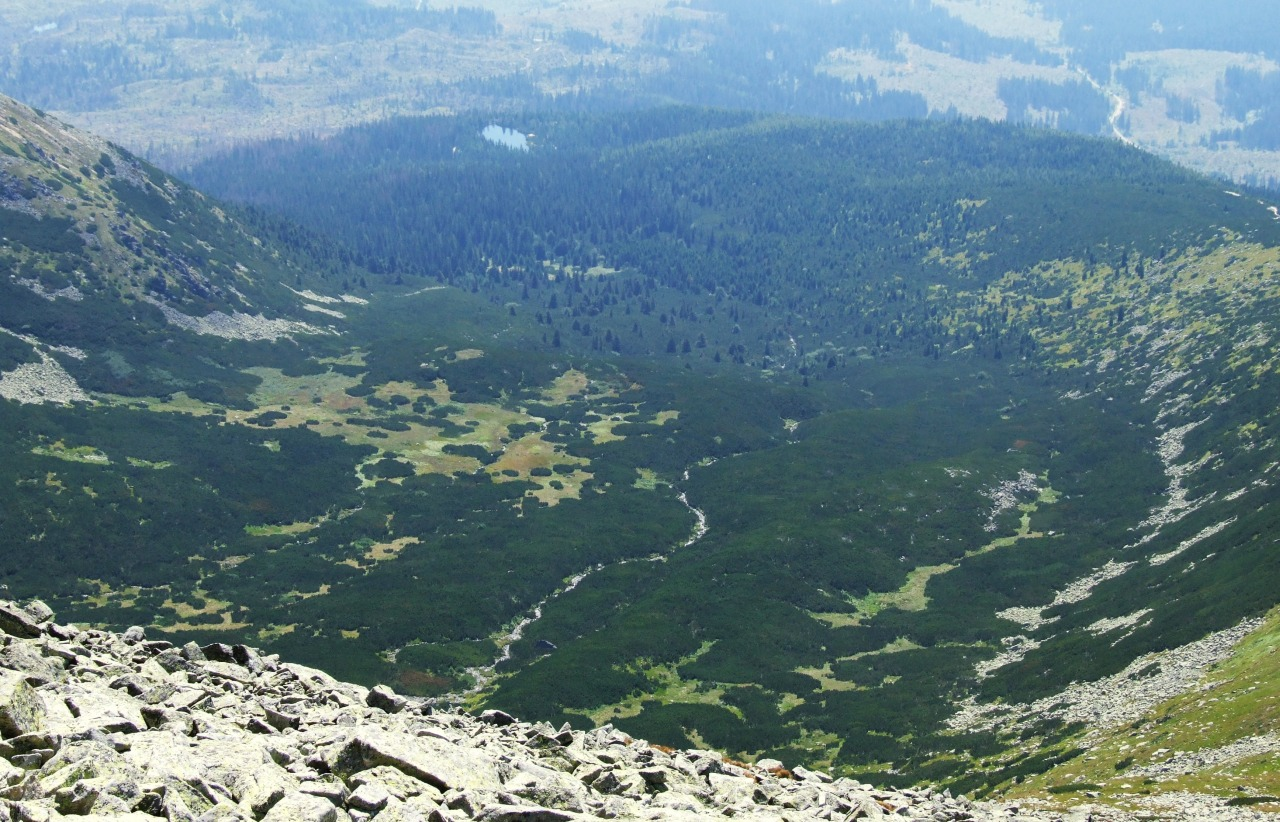
Przedni Handel (powyżej Jamskiego Stawu)

Przedni Handel (słow. Predný Handel) – położona na wysokości ok. 1600 m n.p.m. polana w dolnej części Doliny Ważeckiej w słowackich Tatrach Wysokich. Dawniej wypasali tutaj siwe woły liptowskie mieszkańcy miejscowości Ważec, właścicielami zaś całej doliny był węgierski ród Szentiványi. Na polanie stał niegdyś szałas. Po zniesieniu pasterstwa polana stopniowo zarasta kosodrzewiną. W szerszym rozumieniu Przednim Handlem nazywana jest cała dolna część Doliny Ważeckiej.
Przez Przedni Handel przepływa Wielki Złomiskowy Potok i prowadzi szlak turystyczny na Krywań. Powyżej Przedniego Handlu znajduje się Zadni Handel.

## Szlaki turystyczne
– niebieski szlak od Białego Wagu przy Tatrzańskiej Drodze Młodości przez Przedni Handel, Rozdroże przy Jamskim Stawie i Pawłowy Grzbiet na Krywań.